# 広島県道307号八幡雲耕線
広島県道307号八幡雲耕線（ひろしまけんどう307ごう やわたうずのうせん）は、広島県山県郡北広島町を通る一般県道である。

## 概要
山県郡北広島町西八幡原から山県郡北広島町荒神原に至る。
起点で接続する島根県道・広島県道115号波佐芸北線は島根県浜田市金城町波佐で島根県道307号波佐匹見線と接続するが、都府県境を挟むわずかな距離を隔てて同じ都府県道番号を持つ路線が存在するのは珍しい。

### 路線データ
- 起点：山県郡北広島町西八幡原（島根県道・広島県道115号波佐芸北線交点）
- 終点：山県郡北広島町荒神原（亀山交差点、国道186号交点、島根県道・広島県道114号今福芸北線終点）
- 総延長：9.6 km

## 歴史
- 1960年（昭和35年）10月10日 - 広島県告示第682号により広島県道134号八幡雲耕線として認定される。
- 1972年（昭和47年）11月1日 - 広島県の県道番号再編により現行の路線番号に変更される。
- 2005年（平成17年）2月1日 - 山県郡の東 - 北部に存在した大朝町・芸北町・千代田町・豊平町が対等合併して北広島町が発足したことに伴い起終点の地名表記が変更される。

## 路線状況

### 道路施設

#### トンネル
- 八幡洞門：延長369 m、1963年（昭和38年）竣工、山県郡北広島町

## 地理

### 通過する自治体
- 山県郡北広島町

### 交差する道路
| 交差する道路                                | 交差する場所 | 交差する場所      |
| ------------------------------------------- | ------------ | ----------------- |
| 島根県道・広島県道115号波佐芸北線           | 西八幡原     | 起点              |
| 国道186号 島根県道・広島県道114号今福芸北線 | 荒神原       | 亀山交差点 / 終点 |

### 沿線
- 北広島町役場 八幡出張所
- 八幡高原191スキー場
- 二川キャンプ場